# همدینگن
همدینگن (به آلمانی: Hemdingen) یک شهر در آلمان است که در Pinneberg واقع شده‌است. همدینگن ۱٬۶۲۲ نفر جمعیت دارد.